# Стойчев, Степан Антонович
Степа́н (Сте́фан) Анто́нович Сто́йчев (Сто́ичев) (17 мая 1891, Кишинёв — 15 января 1938, Воронеж) — советский филолог, литературовед, ректор Нижегородского пединститута, Нижегородского университета (1924—1926), Пермского университета (1927—1931), директор БиоНИИ  (1931—1932) и Пермского индустриального пединститута (1931—1932), Воронежского пединститута (1933—1937). Под его руководством в 1930 прошла ликвидация Пермского университета с разделением его на 5 новых вузов, а с 1931 — была начата реорганизация университета.

## Биография
Из семьи учителей-болгар. Окончил гимназию в Рязани.
С 1912 по 1916 год — учился, закончил славяно-русское отделение историко-филологического факультета Московского государственного университета.
С 1918 года — член РКПб.
С мая по сентябрь 1919 года по сентябрь — нарком просвещения Временного правительства Бессарабской республики.
Затем заведовал школьным подотделом губернского отдела народного образования в Нижнем Новгороде.
С 1922 года — заведующий учебной частью, а затем — декан рабочего факультета Нижегородского университета.
В сентябре 1924 года избран ректором Нижегородского университета. Впервые в истории Нижегородского университета кандидат на этот пост был выдвинут студентами.
Одновременно работает ректором Нижегородского педагогического института, то есть совмещает две ректорские должности.
1926 — заведующий отделом вузов, заместитель заведующего Главпрофобра (Москва).
В мае 1927 года избран ректором Пермского университета.
В годы ректорства активно занимался укреплением материальной базы университета, одновременно вёл занятия по таким курсам, как введение в литературу, литература XIX века, литература XX века, методология литературоведения и др.
Лекции С. А. Стойчева привлекали большое внимание не только университетской, но и городской преподавательской аудитории.
М. А. Генкель в своей статье «Я благодарна своим учителям» вспоминала: «Лекции его были весьма эмоциональны».
В 1929 году благодаря усилиям С. А. Стойчева было возобновлено издание «Учёных записок Пермского университета».
В 1930—1931 годах Совнарком РСФСР принял решения об организации на базе факультетов Пермского университета самостоятельных институтов: индустриально-педагогического (педагогического), медицинского и сельскохозяйственного в Перми, химико-технологического — в Березниках и ветеринарного — в Троицке Челябинской области.
17 мая 1930 окружком ВКП(б) вынес решение организовать ликвидационную комиссию. 22 мая 1930 ликвидационная комиссия под председательством ректора университета Стойчева решала вопросы о передаче помещений, оборудования и библиотеки вновь создаваемым институтам. До самого отъезда из Перми С. А. Стойчев одновременно руководил ещё Пермским педагогическим институтом и БиоНИИ.
Именно С. А. Стойчев, руководивший ликвидацией Пермского университета, принял меры и к его восстановлению. 28 мая 1931 года он поручает профессору А. П. Дьяконову обосновать возможность восстановления университета:

Согласно распоряжению НКП о спешном представлении материалов по организации в Перми университета, поручаю профессору Дьяконову А. П. составить на основании имеющихся материалов подробную докладную записку с обоснованием возможности открытия университета в Перми.

В декабре 1931 года в постановлении Уралобкома ВКП(б) ректор Стойчев был обвинён в «сползании с партийно-классовых позиций», «гнилом либерализме», «поддержке классово-враждебной реакционной профессуры» (в частности, речь шла о защите ректором подвижника русской духовной культуры профессора П. С. Богословского). Этим же постановлением С. А. Стойчев был снят с работы. Чуть позже Наркомпрос РСФСР счёл данное решение перегибом и в начале 1932 года перевел С. А. Стойчева в Москву.
В 1932 году — заведующий отделом научной подготовки Наркомпроса, заведующий одной из кафедр Московского пединститута. Здесь им была написана докторская диссертация «Женщина в русской литературе».
C 1933 года — директор Воронежского пединститута, заведующий кафедрой литературы.
С 1935 году — ответственный секретарь областной организации Союза писателей. В этих должностях проработал до ареста.
23 августа 1937 года — арестован. Был обвинён в том, что «с 1935 г. являлся участником антисоветской право-троцкистской диверсионно-террористической организации, действовавшей в Воронежской области, принимал участие в обсуждении вопроса о подготовке террористического акта против одного из руководителей партии и Советского государства».
На заседании бюро Кагановичского (ныне Центральный район) райкома ВКП(б) города Воронежа был исключён из партии. При этом в постановлении было отмечено, что С. А. Стойчев, ранее работавший ректором Пермского университета, имел партвзыскание в 1931 году — выговор за то, что в «Известиях Пермского университета» было помещено несколько научных работ, отражающих буржуазную идеологию, за методологическую невыдержанность нескольких программ, читаемых курсам, и за либеральное отношение к старой профессуре.
15 января 1938 года Военная коллегия Верховного Суда СССР приговорила Степана Антоновича Стойчева по ст. 58-8 и 58-11 УК РСФСР к высшей мере наказания за якобы «участие в право-троцкистской диверсионно-террористической организации». Приговор был приведён в исполнение немедленно.
В 1957 году посмертно реабилитирован.